# 13 Pułk Artylerii Ciężkiej (1920)
13 pułk artylerii ciężkiej (13 pac) – oddział artylerii ciężkiej Wojska Polskiego II Rzeczypospolitej w okresie wojny polsko-bolszewickiej.
Wiosną 1919 przystąpiono do formowania brygad artylerii dla dywizji piechoty. Brygada składała się z dowództwa, pułku artylerii polowej i pułku artylerii ciężkiej (dywizjon trzybateryjny). Drugi dywizjon pułku artylerii ciężkiej przeznaczony był do rezerwy artylerii Naczelnego Dowództwa.
Latem 1920 bateria zapasowa 13 pac stacjonowała w Poznaniu.
W celu zapewnienia wsparcia artylerii ogólnego działania, na mocy rozkazu z 31 marca 1920 z oddziałów artylerii Frontu Wołyńskiego sformowana została Grupa Rezerwowa Ciężkiej Artylerii NDWP. W jej skład wszedł między innymi sztab 13 pac, sztab jego I dywizjonu oraz 2 i 3 bateria artylerii.

## Formowanie i działania I dywizjonu
Pod koniec 1918 rozpoczęto we Francji formowanie trzech baterii 1 pułku artylerii ciężkiej. Po przetransportowaniu „Błękitnej Armii” z Francji do Polski, baterie zostały skierowane w rejon Łucka i Rafałówki. Tu przeszły chrzest bojowy.
W czerwcu 1919 baterie przerzucono do Częstochowy. Stanowiły odwód Naczelnego Dowództwa na froncie przeciwniemieckim.
Działania detaszowanej 1 baterii
W sierpniu na front wschodni wyjechała1 bateria, a pozostałe baterie pozostawały w Częstochowie do końca 1919. 1 bateria jako oddział detaszowany swój pierwszy bój stoczyła dopiero 6 marca w rejonie Zwiahla. W rejonie przedmościa działała do końca miesiąca, by na początku kwietnia przejść w rejon Miropola.Pod koniec maja odpierała natarcia kawalerii sowieckiej pod Lubarem, Awratynem i Lipowcem.
Podczas obrony Napadówki, mimo całkowitego okrążenia, ogniem dział i broni ręcznej bateria odparła wszystkie natarcia utrzymując pozycje. Jednak na skutek ogólnej, niekorzystnej dla strony polskiej sytuacji na froncie, 1 bateria rozpoczęła odwrót. W czasie działań odwrotowych żołnierze utrzymali pełną karność. Mimo że 7 lipca powtórnie została okrążona, wyszła z niego bez strat własnych.
Kolejne walki w działaniach opóźniających bateria toczyła między innymi pod Zbarażem i Załoźcem Starym. Jej przeciwnikiem była zazwyczaj kawaleria Budionnego.
24 sierpnia bateria dotarciu do Sichowa, skąd przewieziono ją do Rawy Ruskiej. Tam została przezbrojona w armaty kal. 75 mm i stała się de facto baterią artylerii polowej. We wrześniu przerzucono ją do Równego, gdzie weszła w skład I/13 pułku artylerii ciężkiej.
Walki I dywizjonu
Na początku 1920 dywizjon bez 1 baterii przewieziony został z Częstochowy do Dubna, gdzie stał w odwodzie do 19 kwietnia. Następnie skierowane zostały pod Kijów i tam zabezpieczał przeprawy na Dnieprze. Baterie działały tu w sposób zdecentralizowany. Kilkakrotnie ogniem powstrzymały sowieckie ataki, zniszczono też okręt flotylli dnieprzańskiej.
Po przerwaniu frontu przez armię konną Budionnego, obie baterie cofały się aż do Oleska. Stąd zostały przewiezione na front północny i walczyły w składzie 1 Dywizji Litewsko-Białoruskiej.
4 lipca ruszyła wielka kontrofensywa wojsk Frontu Zachodniego Michaiła Tuchaczewskiego i baterie przeszły do działań opóźniających. Toczyły boje pod Krajskiem, Wołożynem i Wiszniewem. Na stanowiskach ogniowych dochodziło do walki wręcz. 20 lipca osiągnięto linię Niemna i od tej pory baterie walczyły oddzielnie.
2 bateria zajęła stanowiska pod dworem Zelwiany, a 3 bateria blokowała ogniem przeprawy pod Mostami. W dniach 22−23 lipca 1 DLit.-Biał. walczyła w okrążeniu. Obie baterie walnie przyczyniły się do przełamania pierścienia okrążenia. Wielu artylerzystów zostało wyróżnionych za udział tych w walkach. Cofając się nadal, walczono nad Nurcem, w rejonie Brańska, pod Ciechanowcem, by od 12 sierpnia walczyć na przedmościu Warszawy. 16 sierpnia zostały wycofane na odpoczynek.
W końcu sierpnia 2. i 3 baterię przewieziono do Kowla, skąd marszem pieszym udały się do Równego, gdzie przybyły 27 września. Tu dołączyła do nich 1 bateria, a oddział został przemianowany na I/13 pac. Wkrótce dywizjon przewieziony został do Dubna i przemianowany na 13 dywizjon artylerii ciężkiej. 28 października 1921 dywizjon wszedł w skład nowo formowanego pokojowego 2 pułku artylerii ciezkiej jako jego II dywizjon. Do macierzystej jednostki dołączył jednak dopiero w 1922.

## Żołnierze pułku/dywizjonu
| Stanowisko           | Stopień, imię i nazwisko             |
| -------------------- | ------------------------------------ |
| Dowódca              | płk Antoni Aleksandrowicz (III-VI) † |
| Dowódca              | mjr Jarosław Okulicz Kozaryn         |
| Oficer łączności     | por. Jan Fulara                      |
| Lekarz               | mjr lek. Władysław Dowbor-Markiewicz |
| Lekarz wet.          | ppor. podlek. wet. Władysław Koeppe  |
| Lekarz wet.          | mjr lek. wet. Tadeusz Kusz           |
| Lekarz wet.          | kpt. lek. wet. Alojzy Goldenberg     |
| Dowódca I dywizjonu  | kpt. Karol Bein (V- VII)             |
| Dowódca I dywizjonu  | por. Jan Fulara (VIII)               |
| Dowódca I dywizjonu  | płk Antoni Aleksandrowicz (X)        |
| Oficer 1 baterii     | por. Fulara                          |
| Oficer 1 baterii     | ppor. Feliks Hasiński (Hardy)        |
| Oficer I dywizjonu   | ppor. Cudek                          |
| Oficer I dywizjonu   | ppor. Machmer †                      |
| Oficer I dywizjonu   | por. Bartoszewicz                    |
| Oficer I dywizjonu   | ppor. Salomonowicz                   |
| Oficer I dywizjonu   | ppor. Ihantowicz                     |
| Oficer I dywizjonu   | kpt. Stępniewski                     |
| Oficer I dywizjonu   | ppor. Scibor-Marchonicki             |
| Oficer I dyonu       | por. Aleksander Wawryka              |
| Dowódca II dywizjonu | mjr Roman Woli (V, VII)              |
| Oficer dyonu         | ppor. Tadeusz Berczyński († 29 V)    |